# Motorola V3688
El Motorola V3688 és un telèfon cel·lular bàsic. El telèfon tan sols té una petita pantalla interior, amagada a l'interior de la tapa, de disseny clamshell. Tanmateix, no té cap mena de càmera, ni mans lliures ni pantalla exterior. És un model que ja no es fabrica. L'any 2001 va aparèixer en el llibre Guiness dels rècords com el telèfon mòbil més petit fabricat fins aquells moments.
El Motorola V3688 és un telèfon mòbil bàsic. El telèfon té una petita pantalla interior, amagada en el disseny de closca. Tanmateix, no té càmera, altaveu o pantalla exterior. És un model descatalogat.

## Especificacions Motorola V3688
| Tipus                          | Especificacions                                                   |
| ------------------------------ | ----------------------------------------------------------------- |
| Modes                          | GSM 900 / GSM 1800                                                |
| Pes                            | 3.14 oz (83 g)                                                    |
| Dimensions                     | 3.43" x 1.80" x 0.93" (83 x 44 x 25 mm)                           |
| Factor de forma                | Clamshell - Antena tubular                                        |
| Vida de bateria                | Conversa: 3.33 hores (200 min.) Standby: 140 hores (5.8 dies)     |
| Tipus de bateria               | Estàndard, 600mAh Li-Ió                                           |
| Pantalla                       | Tipus: Monocroma gràfica, Mida Optimax : 96 x 64 píxels, 5 línies |
| OS / plataforma                | (N/A)                                                             |
| Memòria                        | 300 entrades                                                      |
| Capacitat del Llistí telefònic | 250, targeta SIM                                                  |
| Dades Alta-Velocitat           | 14.4k                                                             |
| Missatges de text              | SMS                                                               |
| Codename - Pre Alliberament    | Kramer, StarTAC 210                                               |
| Llengües múltiples             | 26                                                                |
| Colors disponibles             | Negre, gris titani galàxia, lleuger, i blau radar                 |
| Accessoris disponibles         | bateria de substitució, carregador de cotxe                       |